# 주병환
주병환(1904년 8월 5일~1986년 7월 13일)은 대한민국의 정치인이다. 제4·5대 국회의원을 지냈다.

## 역대 선거 결과
|  | 17.13% |

|  | 55.92% |

|  | 36.54% |